# Chàm quả cong
Chàm quả cong (danh pháp hai phần: Indigofera tinctoria, đồng nghĩa: I. sumatrana) là loài cây chàm phổ biến nhất trong số khoảng 700 loài chàm. Loài này là một trong các nguồn cung cấp nguyên thủy của thuốc nhuộm màu chàm. Nó sinh sống trong khu vực nhiệt đới và ôn đới của châu Á, cũng như một phần của châu Phi, nhưng nguồn gốc của nó là không rõ do nó đã được gieo trồng trên khắp thế giới trong nhiều thế kỷ. Ngày nay, phần lớn các loại thuốc nhuộm được sản xuất bằng phương pháp tổng hợp, nhưng thuốc nhuộm từ I. tinctoria vẫn còn tồn tại, được đưa ra thị trường với tên gọi tiếp thị là chất nhuộm màu tự nhiên. Loài này cũng được trồng rộng khắp như là loại cây che phủ để cải tạo đất.
Cây chàm là dạng cây bụi cao khoảng 0,5-2 mét. Nó có thể là cây một năm, hai năm hay lâu năm, phụ thuộc vào khí hậu nơi nó sinh sống. Nó có các lá kép lông chim lẻ với 7-15 lá chét tròn màu lục nhạt và chùm hoa màu hồng hay tím. Do nó là cây thuộc họ Đậu (Fabaceae) nên nó được luân canh trên đồng để cải tạo đất, tương tự như các loài cây khác cùng thuộc họ Đậu, chẳng hạn như cỏ linh lăng (Medicago sativa) và các loài đậu, đỗ khác (Vicia spp., Vigna spp., Cicer spp., Pisum spp. v.v).
Thuốc nhuộm màu chàm tự nhiên thu được từ chế biến lá và/hoặc thân cây chàm. Nó được ngâm trong nước và lên men nhằm chuyển hóa một glicozit có tự nhiên trong cây chàm là indican thành chất màu chàm (indigotin). Phần kết tủa từ dung dịch lá (thân) đã lên men được trộn lẫn với các base mạnh như xút ăn da, vôi tôi rồi ép thành bánh, sấy khô và tán thành bột. Bột chàm sau đó được trộn lẫn với các chất khác nhau để tạo ra các sản phẩm có tông màu từ lam tới tía.
Tại Việt Nam, thuốc nhuộm màu chàm được sử dụng để nhuộm vải rất bền màu, và nó được nhiều dân tộc miền núi phía bắc ưa chuộng. Việc chế biến thuốc nhuộm chàm ở mỗi dân tộc có khác nhau, nhưng đều dựa trên nguyên lý cơ bản như trên. Chẳng hạn, người Dao lấy thân, lá chàm ngâm cho rục, vắt nước, đem lọc, thêm vôi, nước tro tạo thành thứ nước sánh, để lắng thành bột mịn gọi là cao chàm; khi nhuộm cho thêm nước lá ngải, nước tro, rượu rồi nhúng vải nhiều lần đến khi có màu vừa ý. Rễ và bột cây chàm còn dùng làm thuốc chữa sốt, giải độc, lợi tiểu.